# Al-Muabbada
Al-Muabbada (tiếng Ả Rập: المعبدة; tiếng Kurd: Girkê Legê, tiếng Syriac cổ điển: ܡܥܒܕܗ) là một thị trấn ở tỉnh al-Hasakah, Syria. Theo Cục Thống kê Trung ương Syria (CBS), Al-Muabbada có dân số 15.759 trong cuộc điều tra dân số năm 2004. Theo hãng tin người Kurd "Rudaw", Đảng Ba'athist dưới thời tổng thống Hafez al-Assad đã đổi tên thị trấn thành Al-Muabbada. Thị trấn cách biên giới Iraq 35 km và biên giới Thổ Nhĩ Kỳ 15 km. Tính đến năm 2004, Al-Muabbada là thị trấn lớn thứ tám ở tỉnh Al-Hasakah. Phần lớn cư dân của thị trấn là người Kurd với một nhóm thiểu số Ả Rập lớn.
Vào ngày 24 tháng 7 năm 2012, PYD tuyên bố rằng lực lượng an ninh Syria đã rút khỏi Al-Muabbada. Các lực lượng YPG sau đó nắm quyền kiểm soát tất cả các tổ chức chính phủ  và thị trấn trở nên hoàn toàn nằm dưới sự kiểm soát của PYD. Là kết quả sơ bộ của cuộc Nội chiến Syria đang diễn ra, Al-Muabbada ngày nay nằm ở Jazira Canton trong khuôn khổ Liên bang Dân chủ tự trị ở miền Bắc Syria.